# Ailuropoda
Ailuropoda é um género do urso, que contêm as quatro espécies dos pandas gigantes. Somente uma espécie, o Panda gigante (Ailuropoda melanoleuca) existe atualmente, as outras três espécies são cronoespécies pré-históricos.
Os Pandas são descendentes dos Ailurarctos, que viveram durante o Mioceno inferior.

## Classificação
- †Ailuropoda microta (Plioceno inferior)
- †Ailuropoda wulingshanensis (Plioceno inferior - Pleistoceno superior)
- †Ailuropoda baconi (Pleistoceno)
- Ailuropoda melanoleuca
  - Ailuropoda melanoleuca melanoleuca
  - Ailuropoda melanoleuca qinlingensis